# Fuchsia pachyrrhiza
Fuchsia pachyrrhiza là một loài thực vật có hoa trong họ Anh thảo chiều. Loài này được P.E.Berry & B.A.Stein mô tả khoa học đầu tiên năm 1988.